# لينكا فلاسكوفا
لينكا فلاسكوفا (بالتشيكية: Lenka Vlasáková)‏ هي ممثلة تشيكية، ولدت في 27 أبريل 1972 ببراغ في التشيك.

## وصلات خارجية
- لينكا فلاسكوفا على موقع IMDb (الإنجليزية)
- لينكا فلاسكوفا على موقع ألو سيني (الفرنسية)
- لينكا فلاسكوفا على موقع أول موفي (الإنجليزية)
- لينكا فلاسكوفا على موقع قاعدة بيانات الفيلم (الإنجليزية)
- لينكا فلاسكوفا على موقع كينوبويسك (الروسية)